# Góc Euler
Góc Euler là ba góc được giới thiệu bởi Leonhard Euler để miêu tả định hướng của một vật thể rắn. Để miêu tả như một định hướng trong không gian ba chiều Euclide theo ba tham số được yêu cầu. Chúng có thể được đưa ra bằng nhiều cách và Góc Euler là một trong số chúng.
Trước hết, sử dụng hai hệ quy chiếu: hệ cố định {\displaystyle Ox_{0}y_{0}z_{0}} và hệ động Oxyz gắn chặt với vật chung gốc O.
Gọi giao tuyến của mặt phẳng {\displaystyle Ox_{0}y_{0}} và Oxy là ON. ON gọi là đường nút của vật. 
Đưa vào các ký hiệu và tên gọi:
Góc giữa đường nút ON và trục {\displaystyle Ox_{0}} ký hiệu là {\displaystyle \psi } và gọi là góc tiến động của vật.
Góc giữa đường nút ON và trục Ox ký hiệu là {\displaystyle \varphi } và gọi là góc quay riêng của vật.
Góc giữa các trục {\displaystyle Oz_{0}} và Oz ký hiệu là {\displaystyle \theta } gọi là góc chương động hay góc túi sai của vật.
Các góc {\displaystyle \psi }, {\displaystyle \varphi }, {\displaystyle \theta } gọi là các góc Euler.